# Saint-Martin-le-Redon
Saint-Martin-le-Redon är en kommun i departementet Lot i regionen Occitanien i södra Frankrike. Kommunen ligger i kantonen Puy-l'Évêque som tillhör arrondissementet Cahors. År 2022 hade Saint-Martin-le-Redon 194 invånare.

## Befolkningsutveckling
Antalet invånare i kommunen Saint-Martin-le-Redon
| Referens: INSEE |